# Лео Варадкар
Лео Варадкар (на ирландски: Leo Varadkar) е ирландски политик, председател на партия Фине Гейл, министър-председател на страната от 14 юни 2017 до 27 юни 2020 и от 17 декември 2022 до 9 април 2024 г.

## Биография

### Личен живот
Роден е на 18 януари 1979 г. в Дъблин, Ирландия. Варадкар е син на общопрактикуващ лекар от Индия и местна медицинска сестра. Завършил е Колеж Тринити в Дъблин. Обучен в Мумбайския медицински колеж, родния град на баща му. В интервю за ирландската телевизионна компания RTÉ той признава хомосексуалността си през 2015 г. (до 90-те години, разводът и сексуалната ориентация на еднополовите лица бяха незаконни в Ирландия). Неговият партньор Матю Барет работи като лекар в университетската болница в Дъблин. Лео Варадкар става четвъртият глава на правителството в света, който е открито гей.

### Политическа кариера
Варадкар се занимава с политика в младежката организация на партия Фине Гейл, докато все още учи в Медицинския факултет. През 1999 г. той прави първия неуспешен опит да участва в местните избори в Малударт, където получава 360 гласа, което не е достатъчно за изборите. През 2007 г. е избран в долната камара на ирландския парламент. С настъпването на световната икономическа криза през 2008 г. състоянието на икономиката се влошава и след парламентарните избори през 2011 г. правителството на коалицията се ръководи от партията Фине Гейл, а Варадкар става министър на транспорта, туризма и спорта, а след това на здравеопазването. След резултатите от парламентарните избори на 26 февруари 2016 г. той бе преизбран в Камарата на представителите от Западен Дъблин. На 14 юни 2017 г. встъпва в длъжност като министър-председател на Ирландия.